# جاك كارلتون ريد
جاك كارلتون ريد (بالإسبانية: Jack Carlton Reed)‏ هو مهرب مخدرات كولومبي، ولد في 30 سبتمبر 1930، وتوفي في 12 أكتوبر 2009.